# Trogon comptus
Trogon comptus е вид птица от семейство Трогонови (Trogonidae).

## Разпространение
Видът е разпространен в Еквадор и Колумбия.